# Rimer
Rimer önkormányzat nélküli település az USA Ohio államában, Putnam megyében, Sugar Creek Township területén. 